# Геополитика (альбом)
Геополитика — экспериментальный альбом Константина Кинчева и Александра «Рикошета» Аксёнова.
Записан в Санкт-Петербурге в январе 1998 года. Альбом включал в себя песни Константина Кинчева, сделанные в нетрадиционном для Кинчева техностиле. Долгое время после записи альбом не удавалось издать. В мае альбом «Геополитика» отдаётся издателю, но по причинам финансово-экономического кризиса 17 августа выпуск альбома отложен на неопределённый срок.
В октябре снимается клип на песню «Мой город». Режиссёр — Макс Масальцев. В 2009 году песню «Мой город» перезаписали российские рэперы Guf и Смоки Мо для трибьюта «Выход Дракона» памяти Рикошета.
Выпущен только в 2000 году.

## Список композиций
Все песни написаны Константином Кинчевым, кроме отмеченной.
1. «Экспериментатор»
2. «Доктор Франкенштейн»
3. «Мой город» (Рикошет, Кинчев)
4. «Воздух»
5. «Соковыжиматель»
6. «Мы вместе»
7. «Кибитка»
8. «Эй, ты, там, на том берегу»
9. «Осеннее солнце»
10. «Новый метод»

## Участники записи
- Константин Кинчев — голос, шёпот в «Осеннее солнце»
- Рикошет — голос (3), аранжировки
- Игорь Циринский — программинг, аранжировки, клавиши
- Михаил Теселкин — программинг
- Андрей Королёв — клавиши (7, 9), электропианино и гитара (9)
- Евгений Лёвин — гитара
- Ксения Ермакова (Джан Ку) — подпевки (5)
- Т. Тимофеева и Л. Кавешникова — подпевки (10)
- Александр Баширов — чтец